# Península Trinidad
La península Trinidad o península Luis Felipe es el nombre dado al extremo norte o punta de la península Antártica. Se extiende hacia el noreste por cerca de 130 km desde la línea que conecta el cabo Longing (o cabo Deseo, 64°34′S 58°48′O / -64.567, -58.800) en la península Longing en el mar de Weddell, y el cabo Kater (63°46′S 59°54′O / -63.767, -59.900) en la península Whittle en el estrecho de Bransfield (o mar de la Flota). Este último límite es llevado por las fuentes que siguen la toponimia del Reino Unido hasta el cabo Kjellman (63°43′S 59°24′O / -63.717, -59.400), por lo que excluyen a la bahía Charcot.
La península Trinidad no es incluida en la sucesión de nominaciones de costas de la Antártida, aunque el comienzo de la costa Nordenskjöld en el mar de Weddell coincide con el final de la península Trinidad. El comienzo de la costa Palmer (o costa Davis) en el estrecho de Bransfield se ubica en el cabo Kjellman, por lo que en algunas toponimias la bahía Charcot forma parte de la península Trinidad y de la costa Palmer.

## Toponimia
El nombre Trinity Land fue dado por Edward Bransfield, quien la descubrió el 30 de enero de 1820, en homenaje al Trinity Board de Londres, o por haber visto en ella tres montañas. En Argentina existe también una versión que afirma que el nombre Tierra de la Trinidad deriva en la cartografía de su país del barco Trinidad, uno de los dos de la expedición corsaria de Guillermo Brown que fue llevado por los vientos hasta los 65° Sur en 1815. En febrero de 1838 Dumont D'Urville la renombró Terre Louis Philippe, creyendo que estaba separada de la península Antártica por un canal inexistente que nombró Orleans. De allí deriva el topónimo usado por Chile: península Luis Felipe.
Otto Nordenskjöld confirmó en 1902 que no se trataba de una isla, y descubrió también que las islas Vega, Cerro Nevado y James Ross no eran parte de la península Trinidad como James Clark Ross pensó en su expedición de 1842.

## Geografía
La península Trinidad está rodeada por el estrecho de Bransfield, que la separa de las islas Shetland del Sur; el estrecho Antarctic (o paso Antarctic), que la separa del archipiélago de Joinville; el golfo Erebus y Terror en el mar de Weddell; y el canal Príncipe Gustavo, que la separa de las islas Vega y James Ross. 
La península Tabarín se forma entre las bahías Esperanza y Duse, finalizando por el sur en los cabos Burd y Green. Al oeste de la bahía Duse se halla la bahía Eyrie o Edith, frente a la cual se hallan las islas Águila y Beak (o Pico), y una serie de islas menores en el canal Príncipe Gustavo: Corry (o San Carlos), Cola (o Tail), Huevo (o Egg), Vortex (o islote Remolino), Roja (o Red), Larga (o Long), islote Alectoria, y las rocas Tongue. 
En la costa norte destaca la península Cockerell, que separa las bahías Huon y Lafond, y frente a la cual se hallan los islotes Tupinier. Frente a la costa norte hay numerosos islotes y roqueríos: roca Casy, rocas Lafarge, roca Nomad (o Nómade), islote Link (o Ross), islote o roca Montravel, rocas Charlotte, rocas Peralta, rocas Demas, rocas Gervaize, rocas Molina, rocas Jacquinot, rocas Hombrón, rocas Duparc, rocas Beaver, rocas Canzo, etc. Frente a cabo Legoupil están los islotes Duroch (o rocas Duroch), que comprende numerosos islotes, entre los cuales: islas Wisconsin, isla Largo, isla Kopaitic, islote Bulnes, islote o rocas Barrios, etc. A 18 km de la costa norte se halla la isla Astrolabe (o Astrolabio). En la bahía Bone (o caleta Bone) se halla a isla Blake, y las rocas Boyer, el islote Whale Back, y las rocas Otter. A 19 km de la península Whittle, separada por el canal Orleans, está la isla Torre (o Tower) del archipiélago Palmer.
El extremo norte de la península Trinidad, de la península Antártica y de la tierra continental de la Antártida, es el cabo Siffrey (o Prime Head, a 63°13′S 57°17′O / -63.217, -57.283), frente al cual se hallan los islotes Gourdin.

## Historia
En el extremo oriental de la península Trinidad, sobre el estrecho Antarctic, se halla la bahía Esperanza. Esta bahía fue descubierta el 15 de enero de 1902, por la Expedición Antártica Sueca al mando de Nordenskjöld, quien la bautizó en conmemoración del invierno soportado allí por J. Gunnar Andersson, S. A. Duse y Toralf Grunden de su expedición, después de que el barco Antarctic fuera impactado por los hielos, perdiéndose. Estos fueron finalmente rescatados por la corbeta argentina ARA Uruguay. Las ruinas de un refugio de piedra de los miembros de la expedición aún puede verse. 
La base británica «D» fue establecida por la Operación Tabarín en febrero de 1945 en la caleta Choza, al Sudeste de la boca de la bahía Esperanza, se incendió parcialmente en 1948 y fue cerrada en 1964. En la temporada 1953-1954 el Reino Unido construyó el refugio llamado base «V» (View Point Hut) en la bahía Duse, transferido a Chile en julio de 1996. El 8 de diciembre de 1997 la British Antarctic Survey transfirió la base «D» a Uruguay, siendo rebautizada Base Teniente Ruperto Elichiribehety. Esta base opera intermitentemente en temporada estival.
La base permanente argentina Esperanza fue inaugurada el 17 de diciembre de 1952 en punta Foca (caletas Choza y Águila). Tiene una amplia presencia militar del Ejército Argentino e incluye una «colonia civil» con familias, que junto con la chilena Villa Las Estrellas constituyen los dos únicos asentamientos civiles del continente. Las instalaciones de la base han desplazado parte de una colonia de pingüinos. El primer nacimiento de un ser humano en la Antártida ocurrió aquí en 1978, cuando Emilio Marcos Palma fue dado a luz por la esposa de un oficial argentino. El 28 de febrero de 1976 se inauguró en la base la Capilla «San Francisco de Asís», la primera instalación del culto católico en la Antártida, celebrándose en ella el 16 de febrero de 1978 el primer casamiento religioso en la Antártida. En 1978 se creó la Escuela Provincial Nº 38 Julio Argentino Roca y en 1979 en la base se instaló también la emisora radial LRA 36 Radio Nacional Arcángel San Gabriel. La base cuenta también con una oficina de Registro Civil desde 1978 y una oficina del Correo Argentino.
En la bahía Duse (o Düse) fueron construidos los refugios argentinos General Martín Miguel de Güemes (inaugurado el 23 de octubre de 1953, cubierto por el hielo) y Cristo Redentor (inaugurado el 23 de octubre de 1953). El refugio Antonio Moro construido en la península Tabarín el 20 de agosto de 1955 (hoy llamado Islas Malvinas). El 15 de septiembre de 1959 fue inaugurado el Refugio Martín Güemes 2 sobre el nunatak Dos Juancitos. En la actualidad la base Esperanza mantiene dieciocho refugios, entre ellos el Refugio Independencia Argentina habilitado el 21 de octubre de 1967.
La bahía Esperanza también fue el escenario del primer tiroteo bélico en la Antártida el 1 de febrero de 1952, cuando un equipo de costa argentino, luego de realizar una advertencia, disparó sobre las cabezas una ráfaga de ametralladora y obligó a reembarcar a un equipo civil del Falkland Islands Dependencies Survey que descargaban materiales del barco John Biscoe con la intención de restablecer allí la base británica «D» incendiada en 1948. El Destacamento Naval Esperanza de la Armada Argentina fue inaugurado el 31 de marzo de 1952 y destruido por un incendio el 15 de octubre de 1958. 
En el islote Riquelme del cabo Legoupil se halla la Base General Bernardo O'Higgins del Ejército de Chile, inaugurada el 18 de febrero de 1948, que cuenta con dotación permanente. Chile mantiene los refugios Boonen Rivera (sub-base semipermanente General Jorge Boonen Rivera, en la bahía Duse) y Canal Príncipe Gustavo en las cercanías de la Base O'Higgins. El 7 de septiembre de 1967 el Ejército Argentino construyó el Refugio Abrazo de Maipú entre las bases Esperanza y O'Higgins, que fue reabierto en 2003 para uso conjunto con Chile.

## Reclamaciones territoriales
Argentina incluye a la península en el departamento Antártida Argentina dentro de la provincia de Tierra del Fuego, Antártida e Islas del Atlántico Sur, en Chile forma parte de la Comuna Antártica de la provincia Antártica Chilena dentro de la Región de Magallanes y de la Antártica Chilena, y en el Reino Unido integra el Territorio Antártico Británico. Las tres reclamaciones están restringidas por los términos del Tratado Antártico.
Nomenclatura de los países reclamantes:
- Argentina: península Trinidad
- Chile: península Luis Felipe
- Reino Unido: Trinity Peninsula